# جو تراباني
جو تراباني (بالإيطالية: Joe Trapani)‏ مواليد 1 يوليو 1988 في ماديسون، هو لاعب كرة سلة إيطالي بدأ مسيرته الاحترافية في سنة 2011 يلعب مع فريق شوليه باسكت في الدوري الفرنسي لكرة السلة الدرجة الأولى ويحمل الرقم 17. يبلغ طوله 6 قدم 8 بوصة (2.0 م).

## فرق لعب لها
- ميدي بايرويت
- إس بي أو روان باسكت
- شوليه باسكت

## روابط خارجية
- جو تراباني على موقع الدوري الإسباني لكرة السلة (الإسبانية)
- جو تراباني على موقع كرة السلة الأوروبية.كوم (الإنجليزية)
- جو تراباني على موقع كلية كرة السلة في سبورتس رفرنس.كوم (الإنجليزية)
- جو تراباني على موقع ريلجم (الإنجليزية)
- جو تراباني على موقع بروبوليرز (الإنجليزية)
- جو تراباني على موقع سبورتس رفرنس (الإنجليزية)
- جو تراباني على موقع سبورتس رفرنس (الإنجليزية)